# Edmund Klemczak
Edmund Stanisław Klemczak (ur. 30 października 1886 w Miejskiej Górce, zm. we wrześniu 1939) – kapral Wojska Polskiego, powstaniec wielkopolski i uczestnik wojny polsko-bolszewickiej oraz obrony Warszawy (1939), kawaler Krzyża Srebrnego Orderu Wojskowego Virtuti Militari.

## Życiorys
Syn Mikołaja (kupca) i Rozalii z domu Szwarc. Z zawodu był kucharzem, jako pomocnik kucharza pracował w Paryżu, Brukseli, Frankfurcie nad Menem i we Wrocławiu. W latach 1905–1907 odbywał służbę wojskową w pruskim 11 pułku grenadierów we Wrocławiu. Od 1912 roku był dzierżawcą hotelu „Victoria” w Opalenicy. W czasie I wojny światowej został zmobilizowany do wojska niemieckiego i wysłany na front zachodni.
Po zakończeniu działań wojennych przyłączył się do powstania wielkopolskiego, był organizatorem i dowódcą kompanii opalenickiej. Na jej czele brał udział m.in. w zajęciu Nowego Tomyśla i w ciężkich walkach o Zbąszyń, w trakcie których został ranny. Obowiązki dowódcy kompanii opalenickiej, a później 5 kompanii 7 pułku Strzelców Wielkopolskich, pełnił do 5 kwietnia 1919. W 1920 roku wstąpił do Armii Ochotniczej.
W okresie międzywojennym był m.in. dzierżawcą restauracji w Opalenicy, a także prowadził handel drewnem w Nowym Tomyślu. Wskutek niepowodzeń w interesach przeprowadził się do Poznania, gdzie żył z renty za Order Virtuti Militari (nadany za czyny bojowe dokonane podczas powstania wielkopolskiego). Był inicjatorem budowy pierwszego w Wielkopolsce pomnika ku czci poległych powstańców. Miasto Opalenica przyznało mu tytuł honorowego obywatela.
Zginął we wrześniu 1939 roku w obronie Warszawy, został pochowany we wspólnej mogile. Ze związku małżeńskiego z Kazimierą z Gawłowiczów miał troje dzieci: Mariana (ur. 1910), Stanisława Ignacego (ur. 1920) i Melanię (ur. 1913).

## Ordery i odznaczenia
- Krzyż Srebrny Orderu Wojskowego Virtuti Militari nr 4761 (1922)[3][1]
- Krzyż Niepodległości z Mieczami (17 września 1932)[4][2]
- Srebrny Krzyż Zasługi (24 grudnia 1928)[5][2]